# Nordheim (Teksas)
Nordheim – miasto w Stanach Zjednoczonych, w stanie Teksas, w hrabstwie DeWitt.